# Pantenol
Pantenol je alkoholni analog pantotenske kiseline (vitamina B5), i stoga je provitamin B5. U organizmima se brzo oksidizuje do pantotenata. Pantenol je veoma viskozna transparentna tečnost na sobnoj temperaturi, dok su soli pantotenske kiseline (na primer natrijum pantotenat) tipično beli prahovi. On je rastvoran u vodi, alkoholu i propilen glikolu, kao i etru i hloroformu, i u maloj meri u glicerinu.
Pantenol ima dva enantiomera,  i . Samo je -pantenol (dekspantenol) biološki aktivan, međutim obe forme imaju sposobnost ovlaživanja. Za kozmetičku upotrebu, pantenol može da u bilo D formi, ili kao racemska smeša  i  (-pantenol).

## Spoljašnje veze
|  | Molimo Vas, obratite pažnju na važno upozorenje u vezi sa temama iz oblasti medicine (zdravlja). |